# Gedeon Horbacki
Gedeon Horbacki herbu Szreniawa OSBM (ur. w 1724 roku – zm. 22 kwietnia 1784 w Orszy) – duchowny greckokatolicki.
Syn Antoniego i Krystyny.
Członek zakonu bazylianów. Studiował teologię w Kolegium św. Atanazego w Rzymie (przebywał tam od 6 listopada 1750 do 16 kwietnia 1754). Podczas rzymskich studiów 14 grudnia 1753 przyjął święcenia kapłańskie. Mianowany koadiutorem pińsko-turowskim w kwietniu 1766, objął rządy w diecezji w 1769, po śmierci biskupa Jerzego Bułhaka. Od 1781 koadiutor arcybiskupa metropolity kijowskiego Smogorzewskiego, zmarł przed objęciem funkcji.